# Museo Emanuele Luzzati di Genova
Il museo Emanuele Luzzati era situato a Genova, nell'area del Porto Antico. Inaugurato nel giugno 2008, nell'ottobre 2019 gli spazi del museo sono stati occupati dall'infopoint per seguire i lavori del nuovo Ponte per Genova, cambiando di fatto la destinazione d'uso della struttura museale.

## La storia

### La sede
Sede del museo è l'antica porta del molo  Porta Siberia, progettata e costruita dall'architetto Galeazzo Alessi nel XVI secolo. Fu restaurata nel 1992 con tutta l'area del Porto Antico su progetto dell'architetto genovese Renzo Piano.
La porta venne utilizzata negli '80, prima del restauro, per manifestazioni musicali dal  Circolo Arte e Musica. Oggi è sede del museo, che il Comune di Genova ha voluto intitolare nel 2001 allo scenografo e illustratore genovese Emanuele Luzzati.
È composto da una grande sala centrale con le  cannoniere, che sono altre quattro sale. In esse si svolge l'attività del museo, dalle mostre ai laboratori, alle proiezioni, alla libreria e poi lo spazio della terrazza soprastante ove si svolgono le manifestazioni all'aperto.
Emanuele Luzzati fu un noto scenografo a livello nazionale ed internazionale per teatro, balletti e danza, lirica. Nota anche la sua attività nel campo della grafica e di illustratore di libri per l'infanzia e di design e arredo per spazi navali e locali, per i costumi e le maschere per il teatro e alcuni noti spot degli anni '60-70 e per le scenografie di alcuni noti film,  di cui alcuni, La gazza ladra e  Pulcinella  ebbero anche la nomination all'Oscar . Altri film noti di cui va ricordata la sua sigla grafica sono stati: L'armata Brancaleone e Brancaleone alle Crociate.

Fu una  figura di rilievo per il mondo teatro a cui partecipò attivamente fondando la Compagnia dei Quattro con Franco Enriquez, Glauco Mauri e Valeria Moriconi e nel 1976 la cooperativa del Teatro della Tosse con Tonino Conte e Aldo Trionfo .

Leggi la voce: Emanuele Luzzati

### La struttura
È gestita dalla  Nugae srl. Alla  Mil Onlus è stata conferita una procura dell'erede e presidente onorario Gabriella Luzzati.
Sono stati presidenti Gianfranco Franchini e Flavio Costantini. 
Soci onorari note figure del mondo della cultura quali: Tonino Conte, Filippo Crivelli, Moni Ovadia, Renzo Piano, Maurizio Scaparro.
Il comitato scientifico è composta da: Gianfranco De Bosio, Antonio Faeti, Matteo Fochessati, Gianni Rondolino.

### Il museo
Il museo ripercorre la storia dell'opera di Emanuele Luzzati, ma non solo. L'attività si rivolge anche all'ambito internazionale.
Sono previsti incontri con il mondo della scuola e dell'infanzia. I laboratori didattici sono i momenti di espressione della creatività.
Il museo vuole essere un punto di riferimento culturale e uno spazio aperto alla comunicazione della creatività. Non è solo inerente all'attività di Luzzati e di altri artisti. 
Lo spirito è il fare cultura con il contatto con le giovani generazioni per incrementarne la capacità creativa e la fantasia attraverso quella che è chiamata  l'officina didattica con momenti di didattica e di animazione.
L'officina didattica prevede percorsi specifici, il primo è rivolto ai bambini dai 3 a 6 anni, il secondo per quelli dai 7 agli 11 anno, il terzo ai ragazzi dai 12 ai 18 anni, con informazioni agli insegnanti e laboratori per il pubblico, per i bambini dai 5 ai 12 anni. Sono laboratori per singoli e scuole. Vi è un comitato scientifico composto da: Francesco Tullio Altan, Quentin Blake, Pino Boero, Nicoletta Costa, Emilia Marasco, Guglielmo Mordillo, Gianni Nuti, Maria Teresa Rodari, la direzione è di Sergio Noberini e il progetto didattico di Elisa Pezzolla.
Nel corso degli anni  sono state realizzate mostre sulle opere di Emanuele Luzzati e di alcuni artisti con l'esposizione dei loro disegni e opere, manifesti, tavole per film di animazione. Vi è poi un'area  multimediale e una biblioteca. Il museo offre anche la proiezione e incontri anche con concerti. Il Museo Luzzati ha curato su autorizzazione della famiglia l'edizione di serigrafie d'après di Emanuele Luzzati realizzate in collaborazione con, tra gli altri, Essedi Edizioni e conserva un archivio delle opere autografe dell'autore genovese.
Alcune delle mostre che si sono svolte sono state con autori come: Altan, Nicoletta Costa, Flavio Costantini, Quentin Blake, Armando Milani, Leo Lionni, Mordillo, Andrea Pazienza, Jutta Bauer, Enrico Baj, Riccardo Dalisi, Jim Dine, Guido Fiorato, Stefano Grondona, Roberto Innocenti, Jacovitti, Emanuele Luzzati, Lorenzo Mattotti, Ugo Nespolo, Mimmo Paladino, Filippo Sassòli, Roland Topor Guido Scarabottolo.

## Galleria d'immagini
Porta Siberia: la sede del Museo Internazionale Emanuele Luzzati

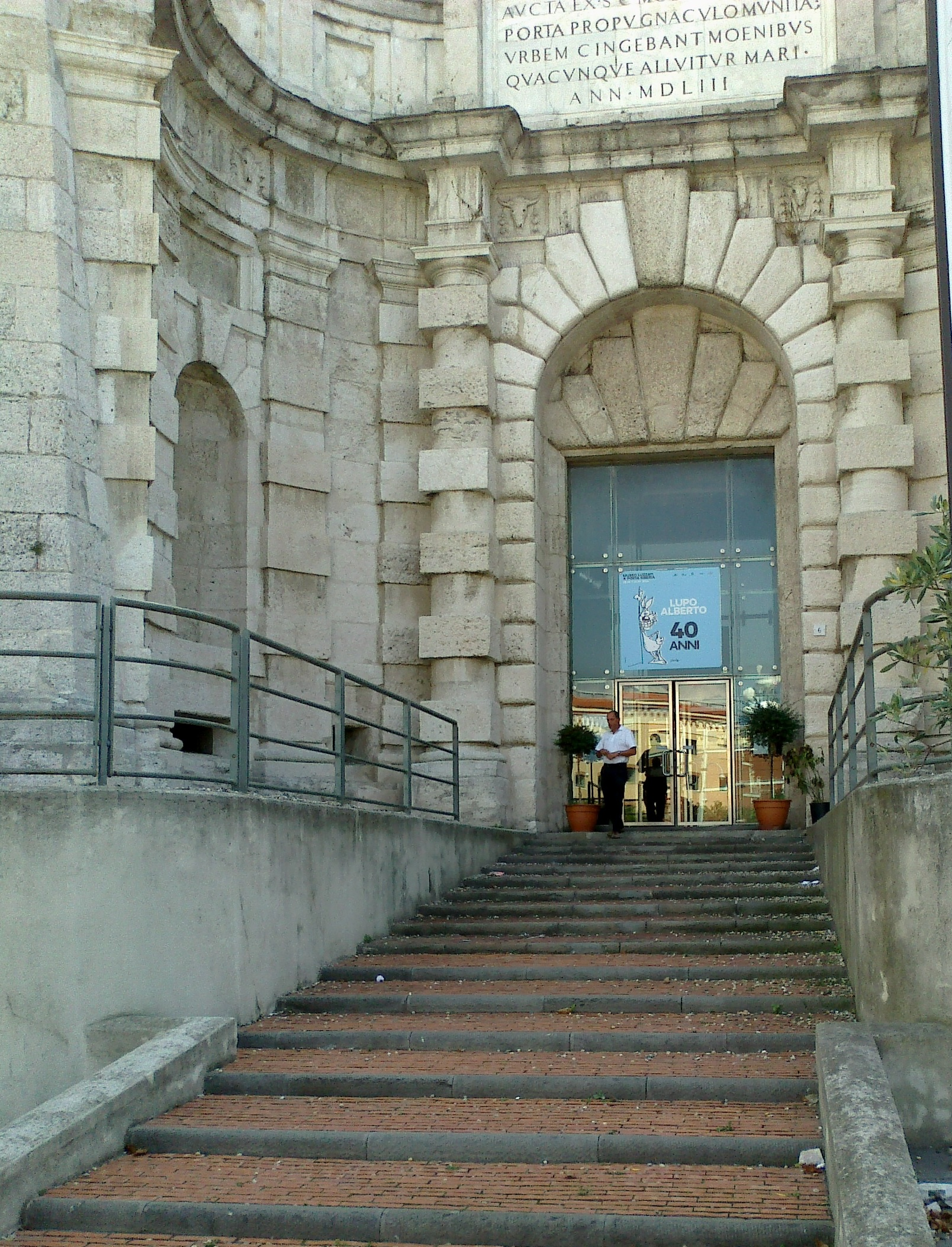
Porta Siberia, l'accesso
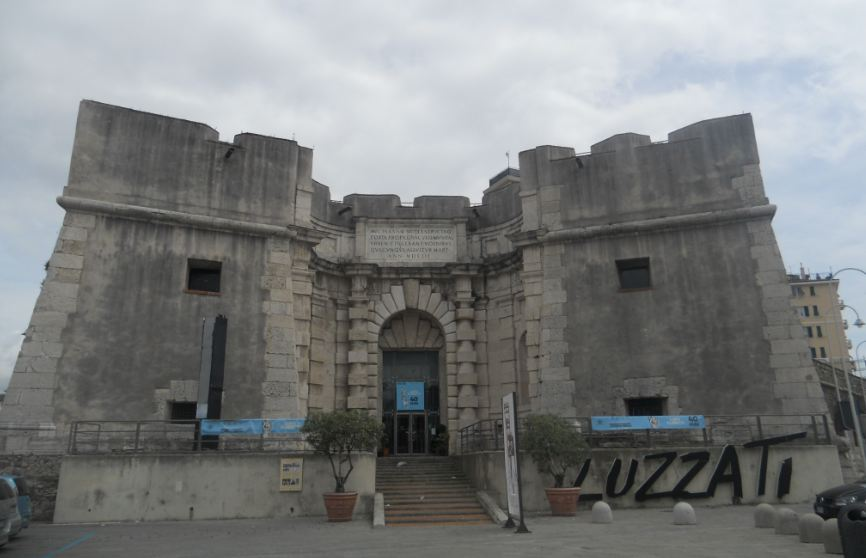
Porta Siberia , veduta
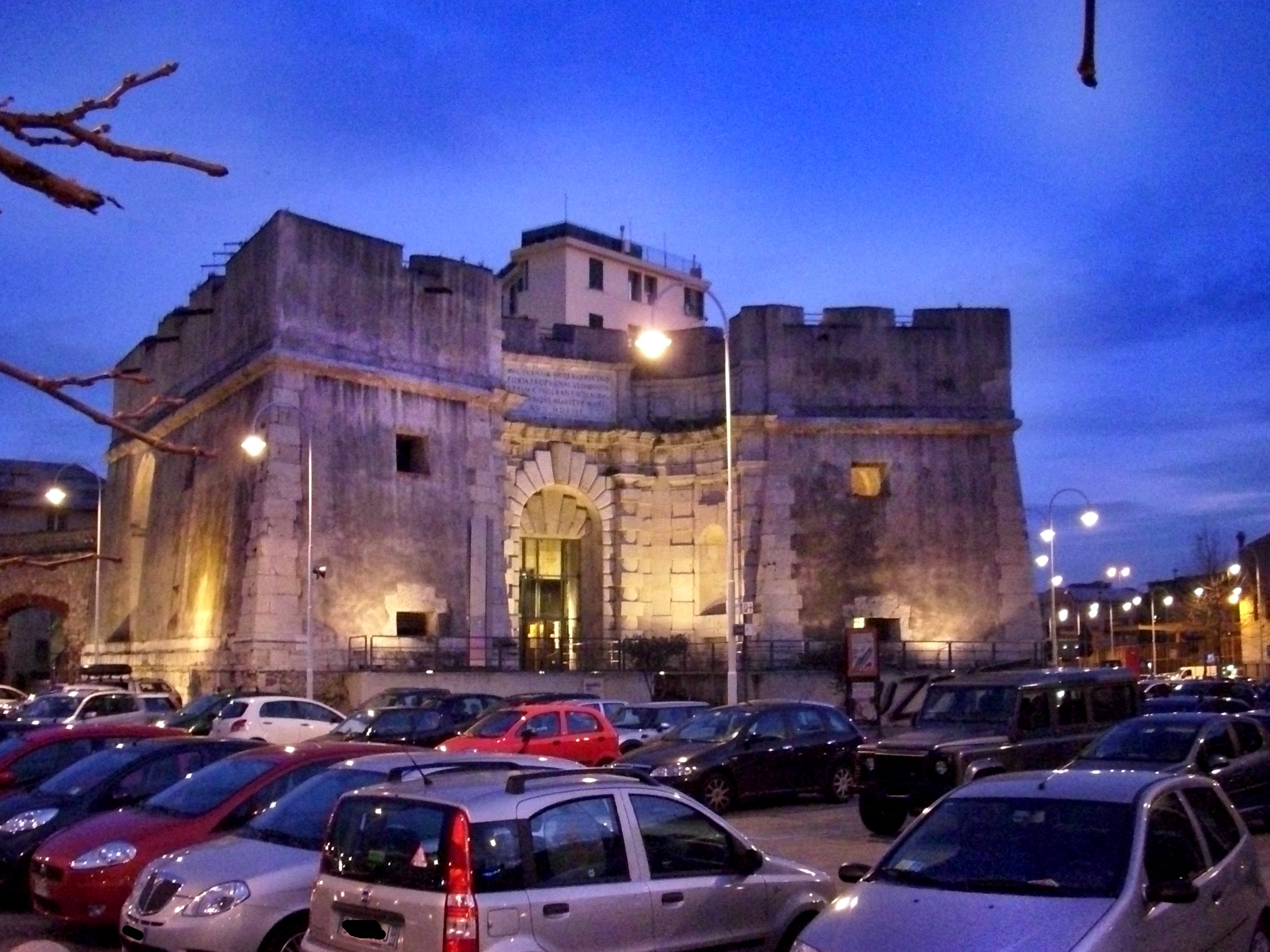
Vista di sera
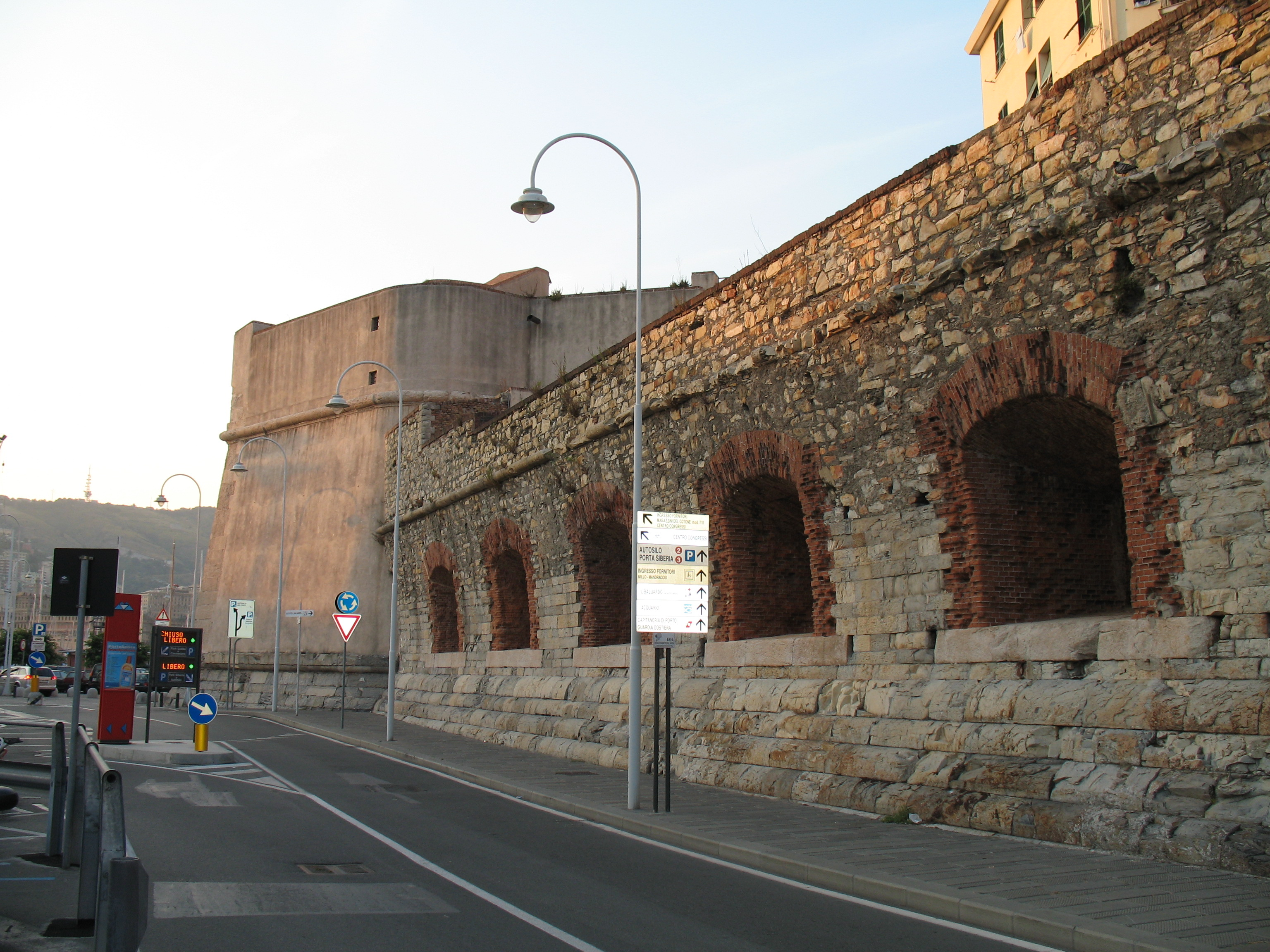
Vista, dalle Mura di Malapaga
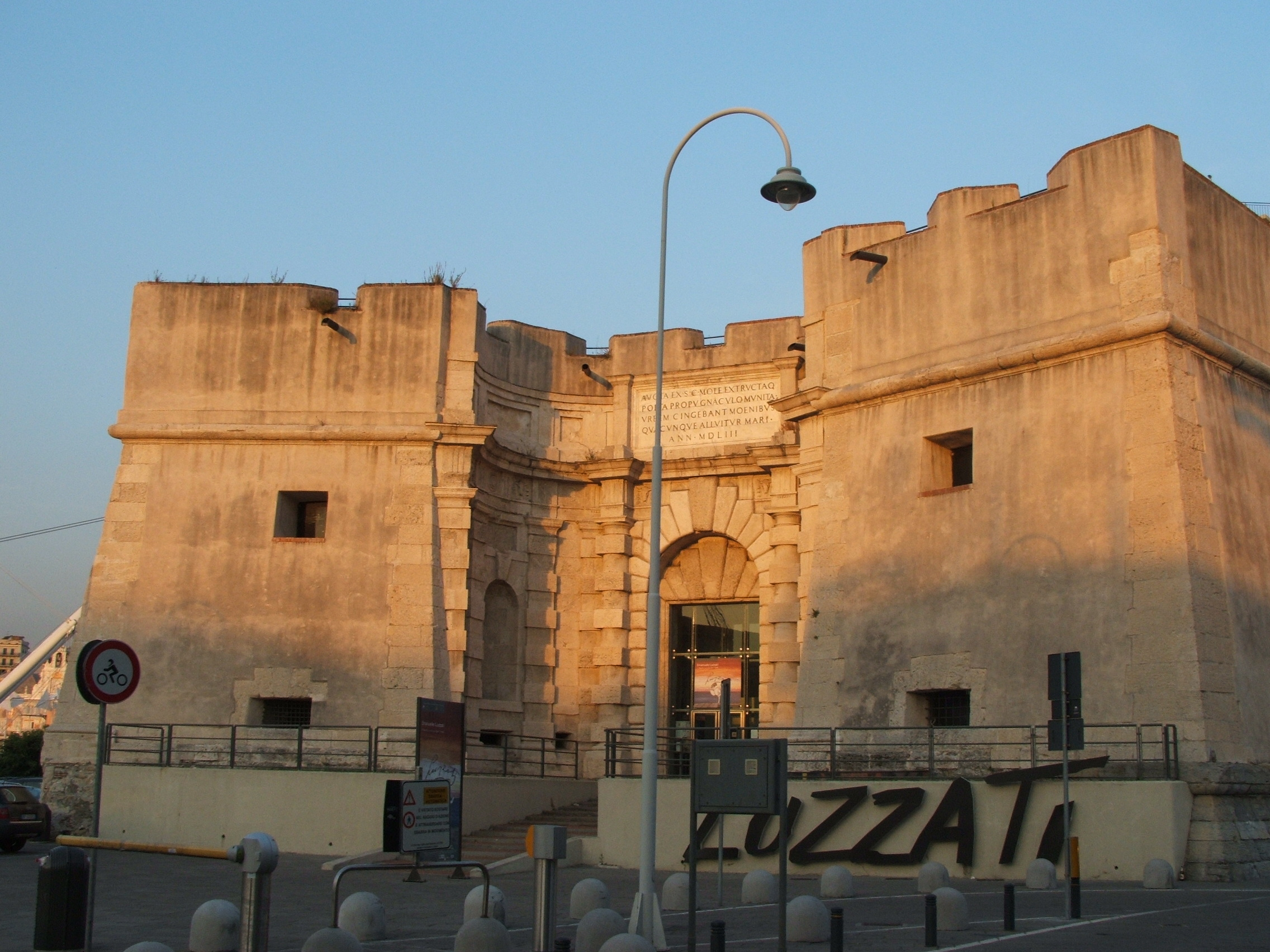
Porta Siberia, altra veduta

## Mostre
- 2001 I Mozart di Luzzati.
- 2002 Luzzati incontra Rossini.
- 2003 La Fiaba, La grafica teatrale.
- 2003-2004 Luzzati e le ombre.
- 2004 Renzo Piano Building Workshop.
- 2005-2005 Luzzati. Genova di tutta la vita.
- 2005-2006 Emanuele Luzzati. L'opera lirica del '900.
- 2006-2007 50 anni di Firma.
- 2007 Letizia Battaglia. Passione Giustizia Libertà.
- 2007 Emanuele Luzzati. Viaggio nel mondo ebraico.
- 2007 Emanuele Luzzati. La Porta della fiaba.
- 2007 Sulla rotta dei delfini. Visioni di mare tra Monte Carlo, Genova, Durazzo.
- 2007 Emanuele Luzzati. La mia fiaba è un bosco.
- 2007 Emanuele Luzzati. Il mondo delle fiabe dei Fratelli Grimm. Due secoli di illustrazioni.
- 2008 Luzzati e Rodari. I segni della fantasia.
- 2008 Emanuele Luzzati. Giochi, carte e tarocchi.
- 2008 Home Events Interpreted by Franco Balan.
- 2008 Genova dall'oblò – collettiva.
- 2008 Altan. Fiabe illustrazioni fumetti satira.
- 2008-2009 Emanuele Luzzati. La cantata dei pastori e i presepi.
- 2009 Gianini Luzzati. Cartoni animati.
- 2009 Le navi di Luzzati.
- 2009 Il mondo di Quentin Blake.
- 2010 I manifesti di Emanuele Luzzati.
- 2010 L'Israel dei Bambini.
- 2010 Uomo Faber il senso del racconto di Ivo Milazzo e Fabrizio Calzia.
- 2010 Emanuele Luzzati: draghi e altri animali.
- 2010 Nicoletta Costa: Giulio Coniglio e altre storie.
- 2010 Luzzati e Costantini. Una notte all'opera.
- 2010 Flavio Costantini
- 2010-2011 Luzzati e Calvino: le fiabe e le città.
- 2011 Michele Fabbricatore. Le città invisibili.
- 2011 Il segno dello Zodiaco.
- 2011 Leo Lionni. Libri cinema design.
- 2011 Il pulcinella di Luzzati.
- 2011-2012 Mordillo.
- 2011-2012 I Paladini di Emanuele Luzzati.
- 2012 Emanuele Luzzati. L'invenzione della forma dal design all'arredo urbano.
- 2012 Riccardo Dalisi: la sfida della nuova innocenza.
- 2012 Pinocchio Biennale.
- 2013 Jutta Bauer la regina delle linee. Selma e altre storie.
- 2013 The dark side of Luzzati.
- 2013 Andrea Pazienza.
- 2013-2014 Luzzati Factory: sperimentazioni '40 - '60
- 2014 Pinocchio Biennale.